# Anal Hard
Anal Hard és un grup de música hardcore fundat l'any 2000 al Masnou. Amb una actitud do it yourself, les seves lletres tracten amb humor temes relacionats amb el sexe i les drogues.

## Discografia
- 5 años de duro anal (2006)
- Esto es una mierda (2007)
- Tercero cuarta (2010)[2]
- A pelo por el mundo (2013)
- Alta gama (2017)
- Influencers del underground (2021)[3]